# Kanton Portes du Couserans
Portes du Couserans is een kanton van het Franse departement Ariège. Het kanton maakt deel uit van het arrondissement Saint-Girons.
Het kanton werd opgericht op 22 maart 2015, bij toepassing van het decreet van 18 februari 2014, en samengesteld uit de gemeenten van de op die dag opgeheven kantons Sainte-Croix-Volvestre en Saint-Lizier.

## Gemeenten
Het kanton Portes du Couserans omvat de volgende gemeenten:
- Bagert
- La Bastide-du-Salat
- Barjac
- Bédeille
- Betchat
- Caumont
- Cazavet
- Cérizols
- Contrazy
- Fabas
- Gajan
- Lacave
- Lasserre
- Lorp-Sentaraille
- Mauvezin-de-Prat
- Mauvezin-de-Sainte-Croix
- Mercenac
- Mérigon
- Montardit
- Montesquieu-Avantès
- Montgauch
- Montjoie-en-Couserans
- Prat-Bonrepaux
- Sainte-Croix-Volvestre
- Saint-Lizier (hoofdplaats)
- Taurignan-Castet
- Taurignan-Vieux
- Tourtouse